# Nowa Wieś Książęca
Nowa Wieś Książęca (niem. Neudorf Fürstlich) – wieś w Polsce, położona w województwie wielkopolskim, w powiecie kępińskim, w gminie Bralin.
W latach 1975–1998 miejscowość administracyjnie należała do województwa kaliskiego.